# Karl Müller (Politiker, August 1869)
Karl Müller (* 2. August 1869 in Märzdorf, Landkreis Ohlau; † nach 1924) war ein deutscher Unternehmer und Politiker (SPD).

## Leben
Müller besuchte die Volksschule und war im Anschluss zunächst als Textilarbeiter tätig. Später arbeitete er in der Zigarrenherstellung. Anfang der 1920er Jahre betätigte er sich als Zigarrenfabrikant im schlesischen Strehlen.
Müller war Stadtverordneter in Strehlen und dort Vorstandsmitglied des Gremiums sowie Kreistagsmitglied und Kreisdeputierter des Landkreises Strehlen. Im Februar 1921 wurde er als Abgeordneter in den Preußischen Landtag gewählt, dem er bis 1924 angehörte. Im Parlament vertrat er den Wahlkreis 7 (Breslau).